# General San Martín (San Juan)
General San Martín o Villa General San Martín es una localidad argentina ubicada en la provincia de San Juan, a 10 kilómetros al norte del Gran San Juan.

## Geografía

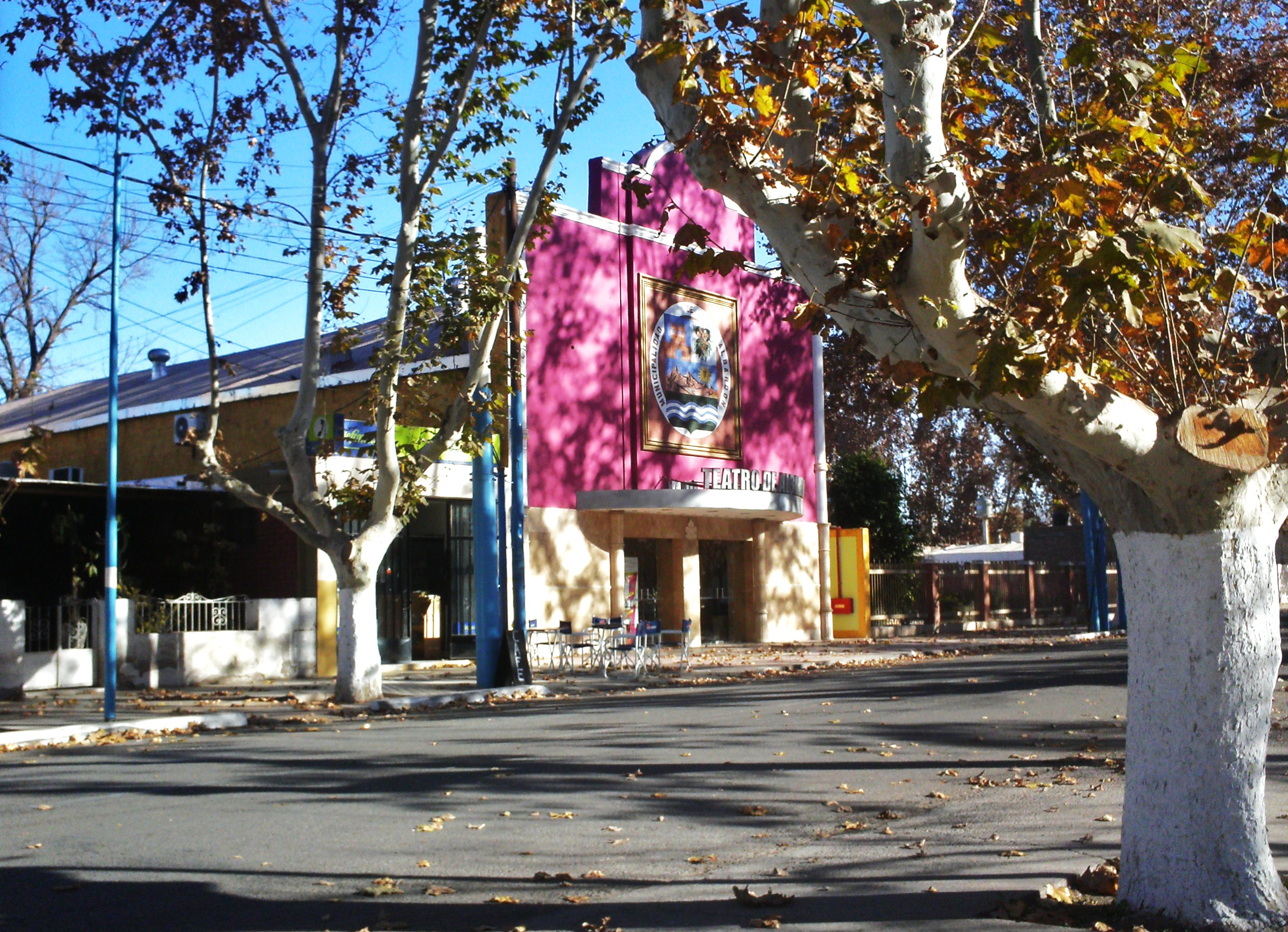
El Cine teatro Albardón.

El Departamento Albardón se encuentra al norte de la Ciudad de San Juan a 10 km de esta, a orillas del Río San Juan, en el pie de los cerros Villicum y las lomas de Lasa Tapias, Ullum, El Salado  y Tierritas los cuales descargan durante las lluvias grandes caudales de agua en la zona urbana. A semejanza de otras localidades asentadas en valles de regadío, en Albardón comenzaron a instalarse barrios en las partes no cultivables situadas sobre los albardones que separan la zona árida del oasis. Algunos barrios también se asentaron al pie de la falla geológica que ocasionó el sismo de 1944, que afectó al valle del Tulum.
Alrededor de San Martín se observan plantaciones de vid, frutas, hortalizas, barrios dispersos y chacras conectadas por vías vecinales  y hasta industrias variadas.

### Población
Contaba con 13,603 habitantes (Indec, 2001), lo que representa un incremento del 50,3% frente los 9,052 habitantes (Indec, 1991) del censo anterior. Junto a la localidad de Campo Afuera forman un único aglomerado urbano denominado General San Martín-Campo Afuera, el cual contaba con 18,205 habitantes (Indec, 2001), esta cifra sitúa a dicho aglomerado como el tercero más poblado de la provincia.

### Sismicidad
La sismicidad del área de Cuyo (centro oeste de Argentina) es frecuente y de intensidad baja, y un silencio sísmico de terremotos medios a graves cada 20 años en distintas áreas aleatorias.
Terremoto de Caucete 1977el 23 de noviembre de 1977, la región fue asolada por un terremoto y que dejó como saldo lamentable algunas víctimas, y un porcentaje importante de daños materiales en edificaciones.
Sismo de 1861aunque dicha actividad geológica catastrófica, ocurre desde épocas prehistóricas, el terremoto del 20 de marzo de 1861 señaló un hito importante dentro de la historia de eventos sísmicos argentinos ya que fue el más fuerte registrado y documentado en el país. A partir del mismo la política de los sucesivos gobiernos provinciales y municipales han ido extremando cuidados y restringiendo los códigos de construcción. Y con el terremoto de San Juan de 1944 del 15 de enero de 1944 (81 años) el gobierno sanjuanino tomó estado de la enorme gravedad sísmica de la región.
El Día de la Defensa Civil fue asignado por un decreto recordando el sismo que destruyó la ciudad de Caucete el 23 de noviembre de 1977, con más de 40.000 víctimas sin hogar. No quedaron registros de fallas en tierra, y lo más notable efecto del terremoto fue la extensa área de licuefacción (posiblemente miles de km²).
El efecto más dramático de la licuefacción se observó en la ciudad, a 70 km del epicentro: se vieron grandes cantidades de arena en las fisuras de hasta 1 m de ancho y más de 2 m de profundidad. En algunas de las casas sobre esas fisuras, el terreno quedó cubierto de más de 1 dm de arena.

## Parroquias de la Iglesia católica en General San Martín
| Arquidiócesis | San Juan de Cuyo                                               |
| ------------- | -------------------------------------------------------------- |
| Parroquias    | Nuestra Señora de los Desamparados, Santa Bárbara (en La Laja) |